# Léon Renier
Charles Alphonse Léon Renier (Charleville, 2 maggio 1809 – Parigi, 11 giugno 1885) è stato uno storico, bibliotecario ed epigrafista francese, specialista in epigrafia latina.

## Biografia
Arrivato a Parigi nel 1838, collaborò al Dictionnaire encyclopédique de la France di Philippe Le Bas, che orientò la sua carriera verso la filologia e l'archeologia. Eletto membro della Société des antiquaires de France nel 1845, fondò nello stesso anno la Revue de philologie, de Literature et d'histoire ancienne e nello stesso periodo fu responsabile della direzione della nuova edizione della Encyclopédie moderne di Courtin.
Nel 1847 fu nominato assistente bibliotecario presso la biblioteca della Sorbona, dove in seguito divenne curatore-amministratore. Incaricato dall'Istituto, nel 1850-52, di raccogliere le iscrizioni romane d'Algeria, ricevette dal Comitato storico anche l'incarico di raccogliere quelle della Gallia e di prepararne un corpus.
Nel 1856 fu eletto membro dell'Académie des inscriptions et belles-lettres. Nel 1861 fu nominato alla cattedra di epigrafia e antichità romane al Collège de France e, nel 1864, all'École pratique des hautes études (sezione di Scienze storiche e filologiche). Divenne poi presidente onorario della sezione di archeologia del Comitato opere storiche, curatore-amministratore della biblioteca universitaria, presidente della sezione scienze storiche e filologiche presso l'École pratique des hautes études.
Ha diretto la pubblicazione del quinto volume delle Catacombe di Roma e fu uno dei primi inviati in Algeria per raccogliere e studiare le iscrizioni romane. Ha fatto parte della commissione di pubblicazione delle opere complete di Bartolomeo Borghesi e ha curato un'edizione classica di Teocrito e di diversi altri autori greci, con traduzione.

## Opere principali
- con Louis Perret, Catacombes de Rome, architecture, peintures murales, lampes, vases, pierres précieuses gravées, instruments, objets divers..., 1851-1855, Gide et J. Baudry (Paris) su BNF
- Encyclopédie moderne, Parigi, 1847-1861
- Itinéraires romains de la Gaule, 133 pp, Parigi, 1850
- Mélanges d'épigraphie, Parigi, 1854
- Inscriptions romaines de l'Algérie, 560 pp, Parigi, 1858
- Recueil de diplômes militaires, Imprimerie nationale, 1876, su BNF
- Inscriptions inédites d'Afrique, 132 pp, Leroux (Parigi), 1887